# 拉姆齊·麥克唐納
詹姆士·拉姆齊·麥克唐納，FRS，JP（英語：James Ramsay MacDonald；1866年10月12日—1937年11月9日），英國政治家，工黨出身，1924年1月至11月出任英國首相兼外務大臣，1929年6月至1935年6月第二度出任首相，惟任內於1931年8月與保守黨和自由黨合組國民政府，並另組國民工黨，造成與工黨關係決裂。
麥克唐納出身平凡，1900年參與創立工黨，1906年起當選為歷來首批工黨籍下議院議員，後於1911年出任國會工黨主席，但其反戰立場迫使他在1914年第一次世界大戰爆發後辭任主席，復於1918年喪失下院議席。麥克唐納在1922年重返下院，並當選工黨黨魁，1924年1月帶領工黨組閣，成為英國歷史上首位工黨籍的首相。可是，他帶領的只是一個弱勢政府，後來又有傳聞聲稱蘇共滲入政府，使政府旋於同年11月大選敗於保守黨。
麥克唐納在1929年帶領工黨勝出大選，第二度籌組弱勢政府。然而，同年在美國爆發的經濟大蕭條嚴重拖累英國經濟，面對經濟急速衰退，內閣卻在經濟政策上出現重大分歧，無法達成共識，結果麥克唐納在1931年8月24日提出辭呈，旋獲英國君主喬治五世授意另組國民政府，實行與保守黨及自由黨籌組聯合內閣，隨後在同年9月決定英鎊放棄金本位。
麥克唐納自立國民政府的行動被工黨視為一大「出賣」，且遭開除出工黨，黨內更有人指責他為「叛徒」。被開除出黨後，麥克唐納創立支持度相當有限的國民工黨，自任黨魁，並謂另組國民政府的決定乃顧全大局之法。不過，國民政府雖由麥克唐納留任首相，但卻遭日益孤立，本土事務的決策大權更落入保守黨手中。麥克唐納在國民政府任相後期，曾在1933年主持國際聯盟的倫敦經濟會議，試圖透過與各國合力化解經濟危機，但峰會最終因美國拒絕合作而流產。
麥克唐納後期因健康惡化而在1935年辭任首相，但一直留在內閣擔任樞密院議長至1937年5月為止。晚年的麥克唐納始終未有獲工黨饒恕，他在1937年11月乘船前往南美洲休養途中在大西洋公海海域病逝，終年71歲。

## 生平

### 早年生涯
麥克唐納在1866年10月12日生於蘇格蘭馬里郡的洛西茅斯（Lossiemouth），是農場工約翰·麥克唐納（John Macdonald）及女僕安妮·拉姆齊（Anne Ramsay）所生的唯一私生子。雖然麥克唐納在出生登記冊的登記姓名為「詹姆士·麥克唐納·拉姆齊」（James McDonald Ramsay），但他少時則被稱呼為「詹米·麥克唐納」（Jaimie MacDonald）。在19世紀長老教會風行的蘇格蘭，私生子女往往難以受社會完全接納，但對蘇格蘭北部及東北部農業地區而言，私生子女面對的困難則比較輕。根據一份由兒童、青年及婦女農村就業皇家委員會在1868年發表的報告書統計，當地有百分之15的子女屬於非婚生子女。不過，私生子這一身份對麥克唐納一生有多大影響，後世無從稽考。麥克唐納年幼時在洛西茅斯入讀由蘇格蘭自由教會開辦的小學，後來在1875年入讀當地德瑞尼（Drainie）教區的學校。在1881年，成績出眾的麥克唐納獲母校聘任為助教，當時在教職員名錄的名稱為「J·麥克唐納」。麥克唐納在德瑞尼任教至1885年5月，此後獲聘到布里斯托任一名牧師的助理。在布里斯托的時候，他加入了民主聯盟（Democratic Federation），該聯盟是立場激進的激進黨其中一個分支。數月以後，民主聯盟改名為社會民主聯盟（Social Democratic Federation，簡稱SDF），然而，麥克唐納所屬的分支卻於1886年脫離SDF，並自組布里斯托社會主義社（Bristol Socialist Society），而他亦一同過渡到該社。麥克唐納於1885年尾一度返回洛西茅斯作短暫逗留，再轉到倫敦發展。
麥克唐納初到倫敦時並沒有穩定工作，而且曾短暫當過佣人，到後來才獲聘為開票員。與此同時，麥克唐納還開始投身支持社會主義，並熱心參與由C·L·費茲傑羅（C. L. Fitzgerald）創辦的社會主義聯盟（Socialist Union）。與SDF不同的是，社會主義聯盟是一個參政政黨，該黨主張透過參與國會來最終達至社會主義的理想。麥克唐納在1887年11月13日於特拉法加廣場親眼目睹血腥星期日的經過，當日一群反對政府對愛爾蘭採取強硬政策的示威者被警方以武力驅散，事後他撰寫了一篇題為《紀念特拉法加廣場：1887年的托利黨恐怖主義》的小冊子，對事件加以批評，並獲《帕爾摩報》（Pall Mall Gazette）印行。
另一方面，儘管身在倫敦，麥克唐納仍關注蘇格蘭的政局。在當時，時任首相威廉·格萊斯頓首度於1886年提出《愛爾蘭自治草案》，繼而引發有蘇格蘭人於愛丁堡組建蘇格蘭自治協會。在1888年3月6日，由麥克唐納推動下，他更與居於倫敦的蘇格蘭人創立蘇格蘭自治協會暨倫敦常務委員會（London General Committee of Scottish Home Rule Association），以協助該會在倫敦推動蘇格蘭自治運動，並和愛丁堡的協會遙相呼應。可是，由於委員會未能有效號召倫敦的蘇格蘭人，委員會未能有所作為，麥克唐納自1890年以後也漸少參與委員會會務。
為了讓自己更有所作為，麥克唐納在工作以外的時候努力進修，報讀柏貝克文學及科學學院的夜校課程，修讀的科目計有科學、植物學、農業、數學及物理。然而，他在期末考試來臨前一星期突然患上大病，最終未能完成學業，也錯失投身科學界發展的機會。到1888年，麥克唐納成為茶商及激進政客托馬斯·內伊（Thomas Lough）的私人秘書，內伊隨後在1892年以自由黨候選人身份當選下院西伊斯靈頓（West Islington）選區議員。擔任內伊的秘書為麥克唐納打開從政的大門，透過內伊的關係，他得以進出全國自由黨會（National Liberal Club）及其他由自黨黨人及激進人士開設的報館編輯部。此外，他還在倫敦的激進會社結識不少激進政客及工運人士，並透過參與選舉活動而獲得不少寶貴經驗。麥克唐納在1892年離開內伊，改任記者，但起初的工作並不順利。這時的麥克唐納也成為費邊社會員，不時代表該社在倫敦政治經濟學院及其他地方當值及講課。

### 投身政治
早在1886年，英國職工大會已創立勞工選舉協會（Labour Electoral Association，簡稱LEA），與自由黨合組一個不太理想的同盟。在1892年，身在多佛爾選區的麥克唐納為LEA的下院大選候選人進行競選工作，雖然LEA的候選人最終落選，但麥克唐納在競選中的表現，令當地傳媒和LEA留下深刻印象，促使LEA授意讓麥克唐納成為下屆候選人人選。然而，麥克唐納雖然支持LEA與自由黨的工作夥伴關係，卻反對以自由黨的旗號出選。到1894年5月，南安普敦自由黨協會有意尋找一位具工運理念的人士代表該黨出選來屆大選，麥克唐納與另外二人遂成為理想人選，並獲邀到自由黨理事會作出陳述。可是，其中一人拒絕有關邀請，而深獲不少自由黨人支持的麥克唐納最終也沒有取得候選人資格。

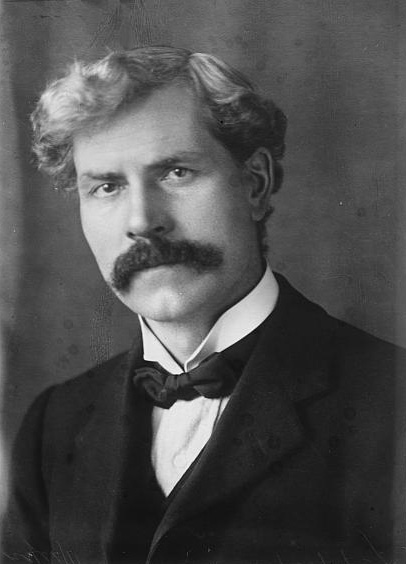
中年的麥克唐納

在1893年，凯尔·哈迪創立以群眾力量為基礎的獨立工黨，麥克唐納旋於1894年5月申請入黨，並獲得批准。同年7月17日，他獲派代表独立工党出選爭奪下院的南安普敦選區議席，有關大選在翌年舉行，但他卻以大比數落選。在1900年大選，麥克唐納再次代表独立工党，轉到擁有兩個議席的萊斯特選區參選，不過再次落選，選後他被輿論指責分薄自由黨票源，導致保守黨候選人當選。同年，麥克唐納成為勞工代表委員會的幹事，但同時保留独立工党黨籍，而這個委員會就是工黨的前身。雖然ILR本身不是信奉馬克思主義的政黨，但卻比LRC更大力主張社會主義，所以ILR在日後很長時間被視為左翼陣營內的「激進派」（ginger group）。
在任幹事期間，麥克唐納與自由黨領導人物赫伯特·格萊斯頓達成一項協議，協議容許LRC在大選中出選某些以勞動人口為主的選區，而自由黨不會在這些選區派出候選人攤薄票源。在1906年，LRC正式改名為工黨，並吞併了独立工党。同年，下院舉行大選，工黨憑藉與自由黨簽署的協議，在大選中取得重大突破，首次在下院取得席位，人數更多達29人，當中麥克唐納在萊斯特選區當選，同時成為國會工黨內的其中一名領袖。由於在大選得到自由黨的幫助，這批屬於議會少數的新晉工黨議員最初與自由黨組成「進步同盟」（Progressive Alliance），並先後支持過亨利·甘貝爾-班納曼爵士及H·H·阿斯奎斯的自由黨政府。不過，麥克唐納則成為工黨內的左翼領袖，銳意要工黨取代自由黨成為國會內的主要左翼政黨。

### 下院生涯

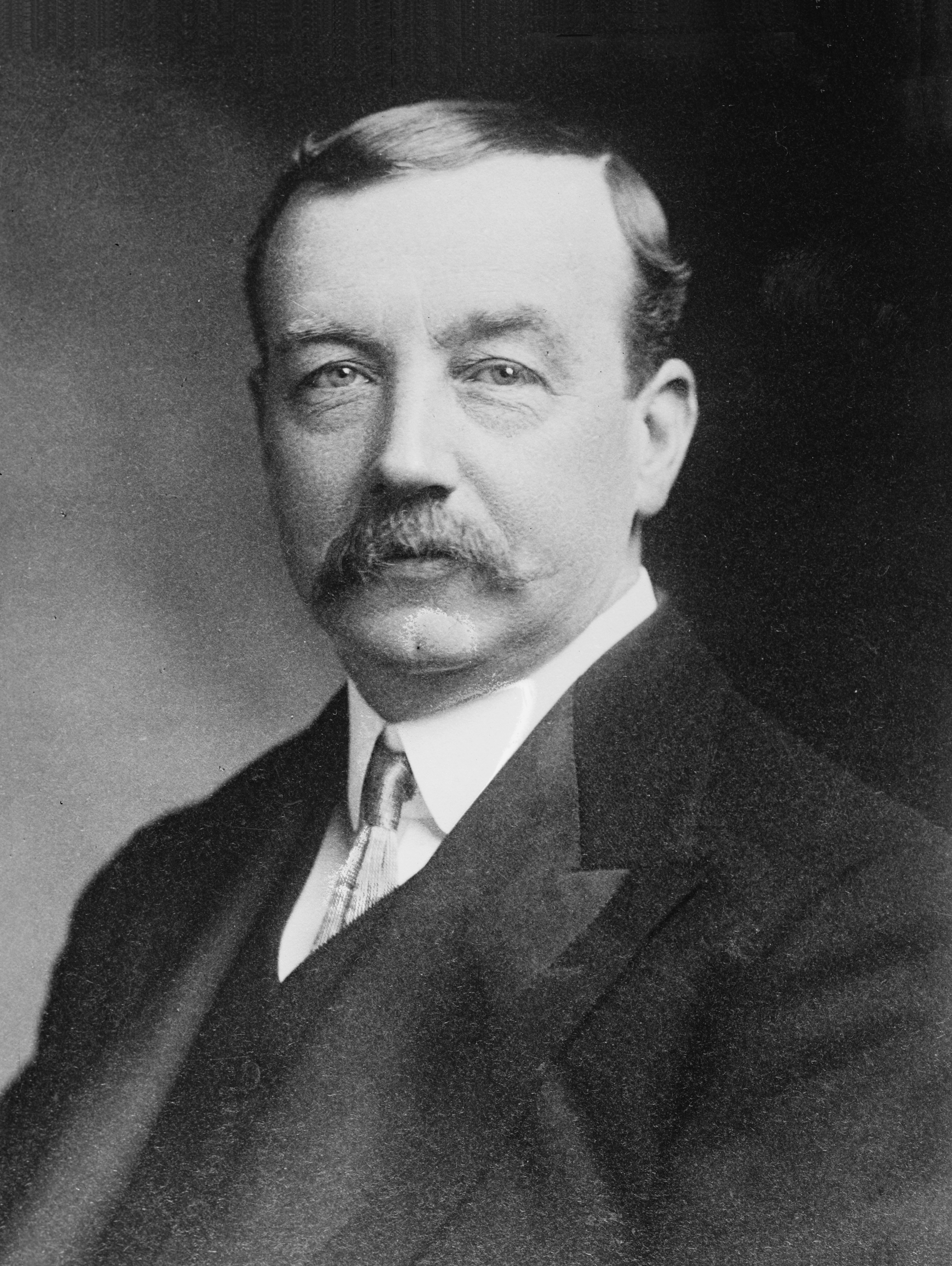
亞瑟·亨德森

在1911年，麥克唐納成為國會工黨主席（相當於黨魁），不久以後，其妻患上敗血症，同年更因病故世。據說妻子的去世對麥克唐納構成很大打擊，有意見更認為他畢生也沒有從傷痛中完全恢復過來，而失去妻子的生活也使他變得更愛自憐。雖然如此，麥克唐納始終不減對外交事務的興趣，他早年曾在第二次波耳戰爭完結後出訪南非，戰後景象令他明白到現代軍事衝突所帶來的巨大破壞。誠然，儘管國會工黨本身也普遍支持反戰立場，不過當第一次世界大戰在1914年8月爆發時，愛國熱潮及主戰卻成了主流的輿論立場。大戰爆發之初，工黨表態支持政府有關增撥1,000萬英鎊作為戰時信貸的建議，立場反戰的麥克唐納無法接受，結果宣佈辭去國會工黨主席一職，退而出任黨司庫，而主席則由亞瑟·亨德森接替。在大戰前半期，麥克唐納的反戰立場使他變得相當不受歡迎，有坊間輿論更直指他叛國和懦弱。其中在1915年9月的《約翰牛》雜誌（John Bull）更有文章不點名批評他為人「奸詐」，又揭露他的私生子身份，質疑他以假名參選國會，理應接受嚴懲和褫奪議員資格。其實麥克唐納的私生子身份一直為公眾所知，他本人也沒有多大在意，不過雜誌的報導手法卻多少對他構成負面打擊。面對雜誌的攻訐，他在日記寫到：
……我經歷了長時間而可怕的精神創痛。慰問我的信件開始蜂擁而來……我從來不知我曾以拉姆齊（Ramsey）作為姓氏登記，到現在也沒法理解。從小我在所有的文件，好像學校註冊等等，都是以麥克唐納（MacDonald）作為姓氏的。

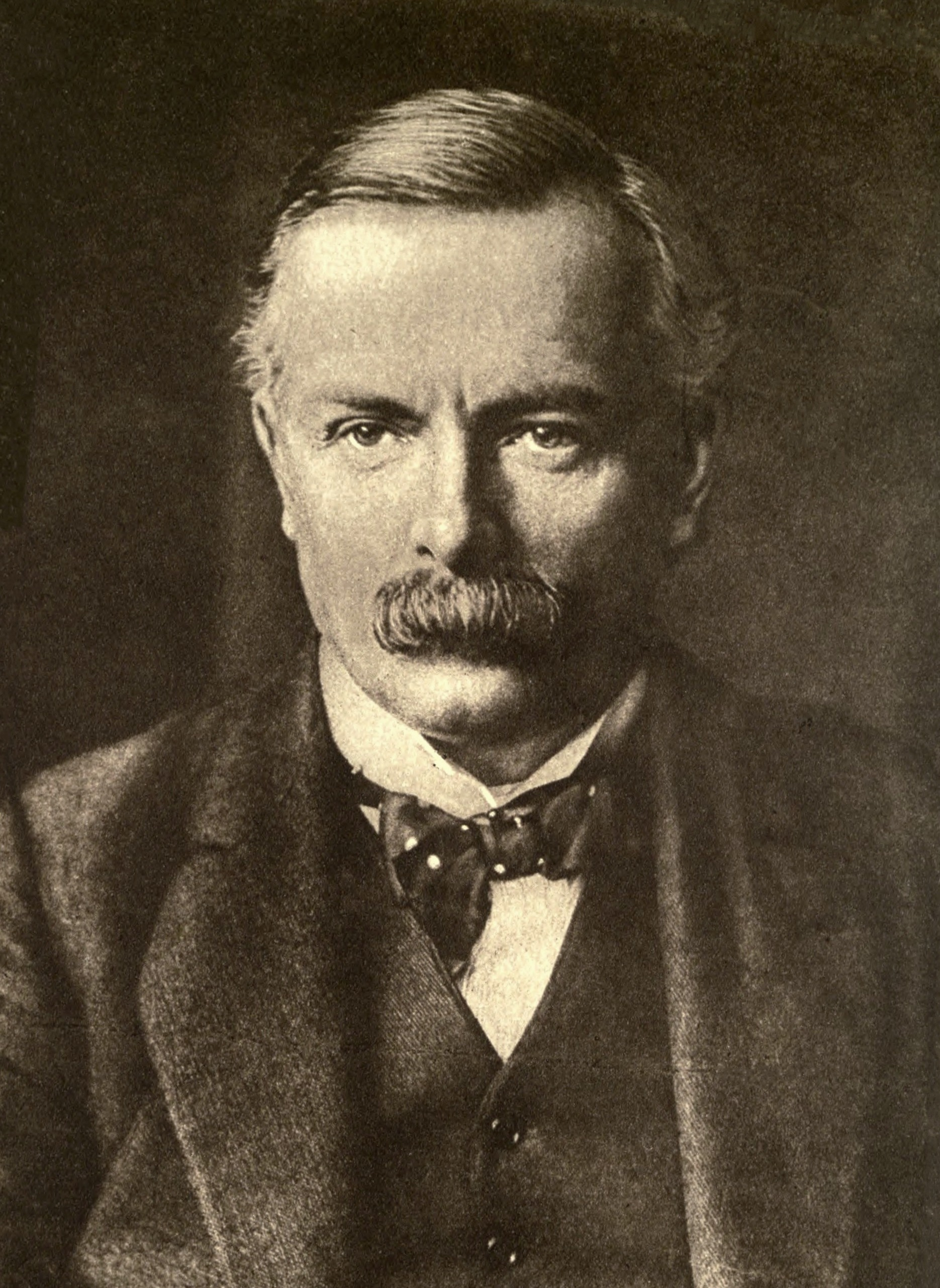
大衛·勞合·喬治

雖然立場反戰，但事實上麥克唐納仍在1914年12月前往戰事前方視察。根據艾爾頓勳爵（Lord Elton）後來憶述：
……他跟隨一個由赫克托·芒羅醫生（Dr Hector Munro）組成的醫療小組抵達比利時。翌日他突然失去蹤影，幾經奮力追問才知他已被逮捕及遣返英國。返國後，他拜訪了基奇納勳爵，向他反映有關事件造成的煩擾，並要求向他發出適用於全個西線的多用途通行證。再到戰場後，這次他獲得截然不同的款待，在波珀灵厄接見他的西利將軍（General Seeley）還就早前的不禮對待表達遺憾。他們隨後出發前往伊佩爾，並旋即察覺他們正處於激烈的戰事之中，但兩人都表現得無比沉著。稍後，麥克唐納在圣奥梅尔又獲軍隊總司令接見，並一同到前線作詳細視察。返國後，他公開向法國軍員的勇氣表達敬意，但一直對自己受到攻擊的經歷隻字不提。
隨著大戰持久進行，麥克唐納的聲望也漸漸回升，不過他在1918年的「卡其大選」卻被擊敗，失去下院議席，而當年大選則由自由黨大衛·勞合·喬治領導的聯合政府以大比數勝出。麥克唐納曾嘗試在1921年出選下院的東伍利奇（East Woolwich）選區補選，可是卻敗於一戰英雄兼維多利亞十字勳章獲勳者羅伯特·吉（Robert Gee）。最後在1922年，保守黨的安德魯·博納·勞宣佈退出勞合·喬治的聯合政府，接任首相，並隨即宣佈在同年10月26日舉行大選，麥克唐納遂得以透過取得威爾斯的亞伯拉昂選區席位而重返下院，而這時他的聲望也經已完全恢復。這位工黨的「新領袖」（New Leader）甚至撰文誇讚自己的當選「足以改變我們在議會內的位次。我們有多一道必須傾聽的聲音。」
麥克唐納重返下院後當選工黨黨魁，而一度陷入分裂的工黨也重新團結起來；相反，這時的自由黨卻急劇萎縮，工黨在1922年大選後遂一躍而成下院的最大反對黨，麥克唐納順理成章出任反對黨領袖，挑戰由首相斯坦利·鮑德溫領導的保守黨政府。當上黨魁的麥克唐納已不再是極左的人物，他對社會主義的看法也不再像年青時候般激進；他反對自1917年俄國革命以來席捲工運的激進主義，而且還堅決反對共產主義。不同於法國的社會黨及德國社會民主黨，英國工黨沒有因共產主義議題而陷入分裂，而英國共產黨始終是一個小而被孤立的政黨。
保守黨政府在1923年12月召開大選，結果因關稅議題而失去在下院的多數優勢，僅餘258席，而工黨及自由黨則分別得191席及159席。翌年1月，保守黨政府更因為不信任動議獲通過而垮台，英皇喬治五世事後召喚麥克唐納籌組工黨小數政府，麥克唐納遂成為英國歷史上首位工黨首相、首位出身自「勞工階級」的首相、也是少數未曾接受大學教育的首相。

### 工黨首相
麥克唐納在1924年1月出任首相時同時兼任外務大臣一職，並表明其首要任務是消減他認為《凡爾賽和約》自1919年簽署所帶來的惡果，調解德國戰敗以來的鉅額賠款問題，至於本土事務則主要交由閣揆打理。但值得注意的是，由於這是工黨首次上台，因此麥克唐納組閣時難以從黨內挑選具打理政府經驗的人選，而他的內閣班子則包括掌璽大臣J·R·克萊因斯（J.R. Clynes）、財政大臣菲利浦·斯諾登及內務大臣亞瑟·亨德森等。對於麥克唐納組閣，喬治五世在日記寫到：「他希望當正確的事......23年前的今天，親愛的祖母去世，我真想知她對一個工黨政府抱有甚麼看法！」
麥克唐納政府歷時僅九個月而垮台，其中未曾在兩院任何一院取得多數優勢，不過，其政府仍有為失業人事擴展福利，並就《保險法令》作出修訂。其中衛生部長約翰·惠特利（John Wheatley）更取得重大成就，通過所謂的《惠特利房屋法令》，為50萬個低收入勞動家庭建造市營房屋（municipal housing）。
在1924年3月，麥克唐納不顧海軍部反對，停止在星加坡建造軍事基地。到6月，他在倫敦召開會議，會上與一戰盟國就德國戰後賠款及法國佔領魯爾河區議題取得新的共識，而德國也有派代表出席會議，最終與會各國簽訂《倫敦諒解》（London Settlement）。《倫敦諒解》簽訂後，英德兩國另外簽署通商條約。麥克唐納對這些成就深感驕傲，而這也是其短暫任期的一個頂峰。在9月，麥克唐納又到日內瓦向國際聯盟發言，主張歐洲裁軍，深獲輿論稱許。
除上述成就，麥克唐納政府承認蘇聯的地位，他本人還在1924年2月知會國會，表示英蘇兩國將展開一系列談判，當中涉及英蘇通商事宜，以及有關英國臣民持有前俄羅斯帝國債券而不獲蘇聯政府承認的問題。事實上，麥克唐納政府打算與蘇聯簽署兩項條約，一項與通商有關，但另一項卻是含糊地涵蓋有關債券持有人的問題。若果兩條條約獲得落實，英政府將再與蘇聯簽署第三條條約，承諾向蘇聯作出貸款。有關的建議未能取得保守黨及自由黨的支持，到同年9月，兩黨更就貸款建議作出猛烈批評，使得談判告吹。
麥克唐納政府後來還備受「坎貝爾案」（Campbell Case）困擾，該案更成為其政府垮台的一大導火線。「坎貝爾案」源於1924年7月，親共左翼報章《工人週報》（Workers Weekly）發表煽動性言論，該報署理編輯約翰·羅斯·坎貝爾（John Ross Campbell）最初遭到政府起訴，惟政府後來受壓而撤回起訴。撤回起訴一事隨即遭受保守黨強烈抨擊，而且還引入一項對政府的譴責動議，至於自由黨則提出另一個修訂動議，齊聲聲討政府。這兩個動議被麥克唐納內閣視為一次不信任投票，假若任何一個動議獲得通過，意味國會有解散的必要。結果，自由黨的修訂動議獲得通過，英皇遂命麥克唐納解散國會，並召開大選。在緊隨10月的大選中，「坎貝爾案」與英蘇貸款兩事成為核心討論議題，輿論連帶開始擔心蘇共對英國構成威脅。

### 季諾維也夫信件

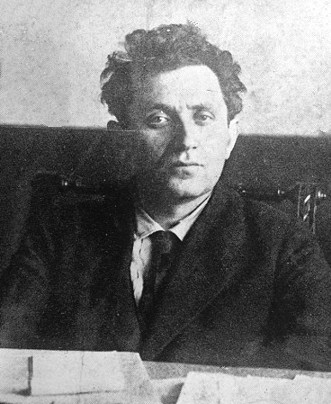
格里戈里·季诺维也夫

在距離大選投票日尚有4天的10月25日，《每日郵報》報導獲得一封傳聞由共產國際主席格里戈里·季诺维也夫寄給英國第三國際執行委員會的信件。信中日期標示為9月15日，意味是在國會解散前撰寫。信中內容表示，英蘇兩國同意的條約要儘快確認，而且相當緊急和至關重要。信中又指，工黨內可以向政府施加影響的黨員，都應立即向政府施壓，設法及早確認條約，信中又強調兩國關係的拉近將可「協助推動國際及英國無產階級的革命......為英格蘭及其殖民地擴展及發展列寧主義思想帶來可能」。英國政府比報界更先收到有關信件，並在《每日郵報》刊出信件前率先向蘇聯駐倫敦代辦處提出正式抗議，還決定向公眾公開有關信件及正式抗議的內容，以示清白，不過《每日郵報》仍比政府搶先公開信件內容。麥克唐納一直深信信件屬偽造，但事件始終對其選情構成明顯打擊。
儘管輿論認定工黨會在大選落敗，但大選結果顯示工黨的情況比想像中好。這次選舉保守黨在下院的議席增至413席，共增加155席；工黨雖然失去40席，但仍然保有151席；而自由黨卻失去了118席，流失超過100萬票，在下院僅餘40席，成為最大輸家。這次選舉真正反映的意義，反而是工黨大幅拋離自由黨，進一步鞏固其作為英國第二大政黨的地位。

### 再任首相

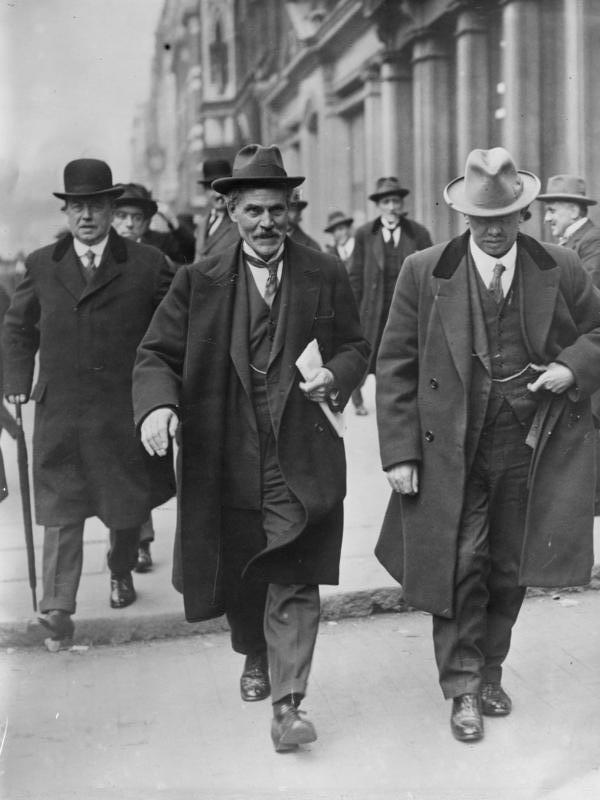
麥克唐納（中）及其外相亞瑟·亨德森（左），攝於1931年

在斯坦利·鮑德溫帶領下，保守黨在1924年大選憑藉著下院的多數優勢而建立起相對穩定的政府。這個政府經歷了1926年的全國大罷工和同年的礦工罷工；雖然失業率高踞百分之10左右的水平，但卻處於較穩定的階段，而除開1926年不計，罷工的頻率也處於低水平。可是，保守黨政府的民望卻因為在經濟議題上未有寸進而持續下跌，及至1929年5月的大選，工黨在下院奪得288席而捲土重來，保守黨跌至只有260席，而自由黨在大衛·勞合·喬治領導下得59席。工黨雖然擁有最多議席，卻始終沒有絕對多數優勢，麥克唐納只能再次籌組小數政府。得到勞合·喬治在初期的衷心支持，新政府一開始即可穩定投入工作。另外，這次麥克唐納改到達拉謨郡的錫厄姆港（Seaham Harbour）選區參選，並且順利當選。

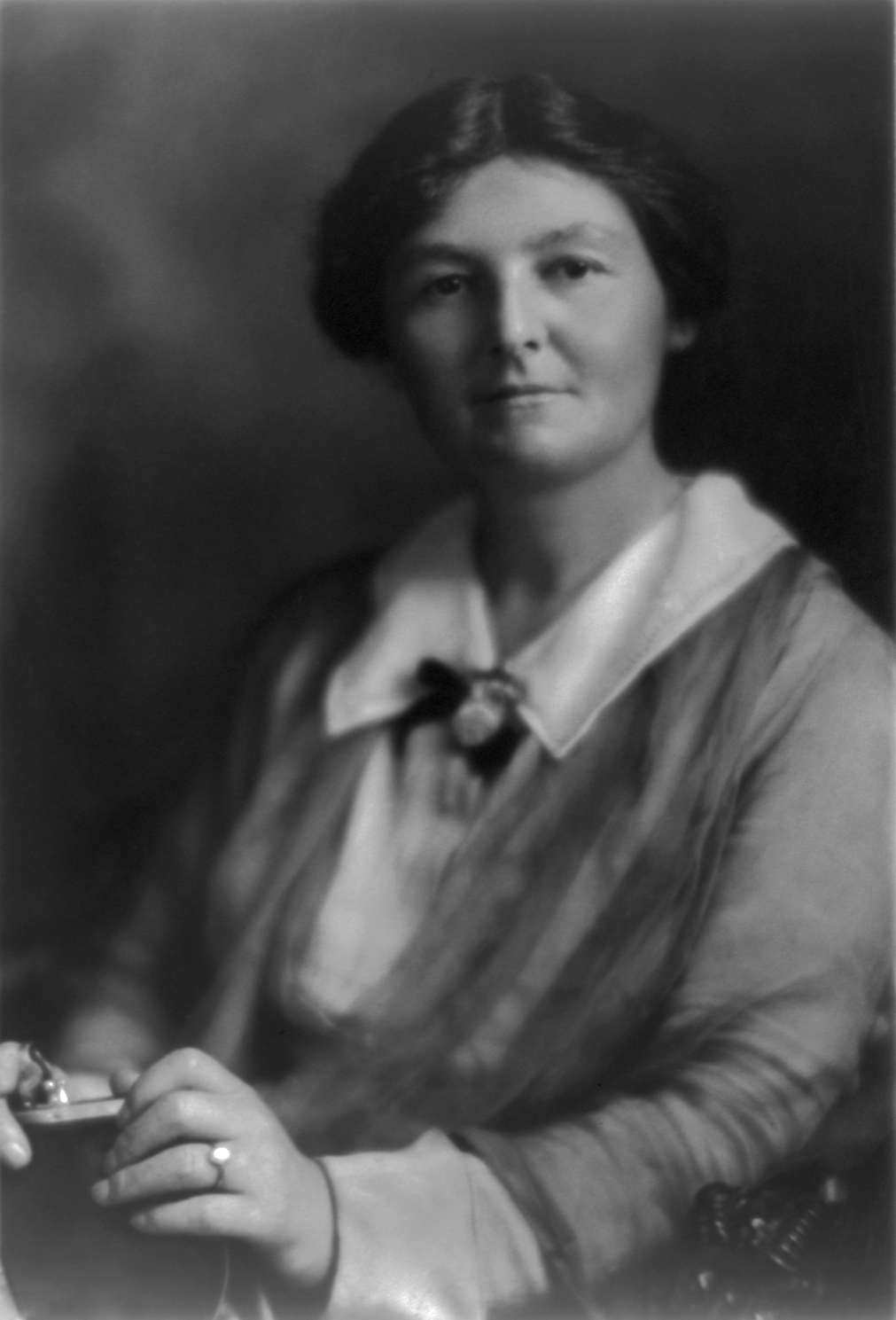
瑪格麗特·邦德菲爾德

不同第一次出任首相，這次麥克唐納明白到關注本土事務的重要性，在內閣班子中，外相一職改由亞瑟·亨德森出任、財相再次由菲利浦·斯諾登擔任，掌璽一職則由詹姆士·亨利·托馬斯（James Henry Thomas）出任，專門負責減低失業率，其副手是年輕的激進份子奧斯瓦爾德·摩茲利爵士。值得一提的是，麥克唐納又委任瑪格麗特·邦德菲爾德為勞工部長，這是英國歷史上首次有婦女獲委入內閣。
麥克唐納第二任政府在國會擁有較穩固的基礎，使其施政得以較第一任順暢。在1930年，政府成功上調失業救濟金，並回應1926年的大罷工，通過法令改善採礦工人的薪酬和待遇，另外還立法清除貧民窟。然而，教育部長查爾斯·脫利衛連爵士（Sir Charles Trevelyan）有關調高法定最低離校歲數至15歲的建議，卻遭工黨的天主教議員反對而流產，理由是他們擔心方案會引致辦學經費上升，長遠可能導致地方政府進一步干預教會學校。在國際事務方面，麥克唐納曾在倫敦與印度國民大會黨領導層舉行會議，商討在印度建立責任政府，而非獨立的可行性。在1930年4月，他又與美國及日本商討訂約限制海軍軍備擴展。

### 經濟大蕭條
1929年美國的華爾街股災引發出經濟大蕭條，惟麥克唐納政府卻一直沒有有效的解決方案作出應對。麥克唐納的財相斯諾登本身是正統經濟政策的堅定支持者，因此政府並不容許以赤字開支作為刺激經濟的手段，這與奧斯瓦爾德·摩茲利爵士、大衛·勞合·喬治及經濟學家凯恩斯等的主張背道而馳。

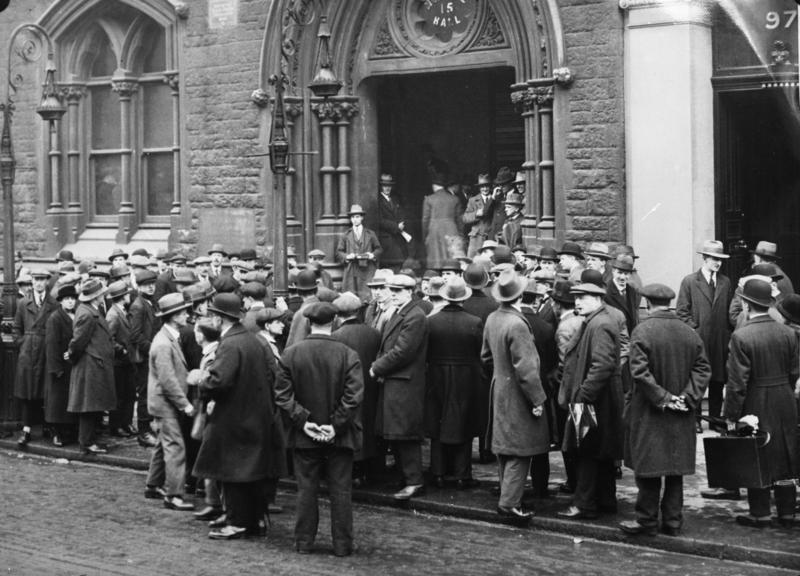
經濟大蕭條時期英國的失業民眾

到1930年尾的時候，英國失業人數已因經濟大蕭條而急升一倍至250萬人，政府雖然希望化解經濟危機，但卻發現自己處於一個兩難局面，一方面，政府為了讓英鎊維持金本位制度而要設法保持平衡預算，但另一方面政府卻又面對增加開支的壓力，以援助不斷增加的貧困及失業人士；與此同時，政府收入卻因稅收大減而下跌。及至1931年，英國的經濟情況進一步惡化，正統經濟學者遂加大力度促請政府大幅削減公共開支，而面對自由黨及保守黨日益擔心政府無法收支平衡，斯諾登於是在同年委任喬治·梅爾爵士（Sir George May）主持一個委員會，以審視政府的公共財政狀況。委員會後來在1931年7月發表《梅氏報告》（May Report），內容敦促政府儘快大幅削減公僕薪酬開支，同時削減公共開支，其中主要包括削減失業救濟金的支出，以避免預算出現赤字。
不過，凱恩斯卻持不同意見，他促請麥克唐納應將英鎊貶值25%，並停止以平衡預算作為處理經濟的方針。至於摩茲利爵士更曾在1930年建議政府對銀行及入口作出管制，另外又提高退休金以增強國民消費能力。摩茲利多次建議皆不獲採納後，在1931年2月從政府辭職，另立新黨，後來甚至轉而信奉法西斯主義，創立英國法西斯聯盟。

### 國民政府首相
麥克唐納、斯諾登及托馬斯都對《梅氏報告》有關削減開支的建議予以支持，認為可以有助維持英鎊幣值，但此一建議隨即造成內閣分裂，也招來工會的群起反對。其中，內閣就應否削減失業開支百分之10一事陷入重大分歧，雖然內閣支持削減開支方案的閣員有11位，比反對的9名內閣閣員僅僅多出3位，但一些資深閣員如亨德森則透過辭職相要脅，反對削減開支。由於內閣持續在此一議題陷入嚴重分裂，麥克唐納在1931年8月24日提出辭呈，並在同日立即獲英皇喬治五世責成籌組國民政府，實行與保守黨及自由黨合組聯合內閣。

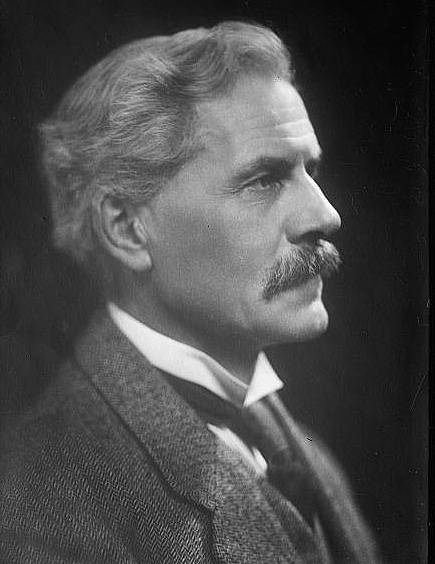
晚年的麥克唐納

由於工黨反對與保守黨組建聯合政府，麥克唐納、斯諾登及托馬斯等國民政府支持者在1931年9月28日遭開除出工黨，他們於是自行成立國民工黨，但該黨在全國和各工會的支持度相當有限。此外，麥克唐納此一舉動亦引起工運界強烈不滿，格拉斯哥及曼徹斯特更有大批失業民眾上街暴動，反對國民政府，而工黨黨內不少人則認為麥克唐納為保首相一位而不惜「出賣」工黨。不過麥克唐納則辯稱自己只是為大眾利益而犧牲。
國民政府成立後，財相斯諾登向國會發表緊急預算，有意進一步大幅削減公共開支，以設法維持英鎊匯率。但預算發表約一星期後，政府因面臨鉅大財政壓力而一改既往立場，決定於1931年9月20日放棄金本位，英鎊隨即大幅貶值。雖然如此，有意見認為英國比起其他西歐國家早放棄金本位制度，因此經濟反而復甦得更快。另一方面，麥克唐納籌組國民政府後，原本沒打算立即召開大選，但在保守黨催迫下，他迫於無奈地在1931年10月召開大選。在這一次大選中，國民政府在下院615個議席一共取得554席，其中保守黨佔470席、國民工黨13席、國民自由黨及自由黨共68席、另外還包括一些細小政黨，保守黨取得壓倒優勢；至於由亨德森率領的工黨僅剩52席，勞合·喬治一派的自由黨人只有4席，保守黨完全主導國民政府運作。工黨在1931年大選表現差強人意，使不少前黨友對他愈加反感，不過麥克唐納則表示自己也對工黨於大選的表現深感沮喪，又謂國民政府僅是一個臨時手段，並希望自己將來可重返工黨。不幸的是，工黨卻對他相當敵視，指摘他帶頭拖垮一個民選出來的工黨政府，而且幾乎摧毀工黨在國會內的勢力，是工黨的「叛徒」，而後來工黨另一首相艾德禮在晚年所撰的自傳內，也批評其所作所為是「本國政治歷史上最大的出賣」。

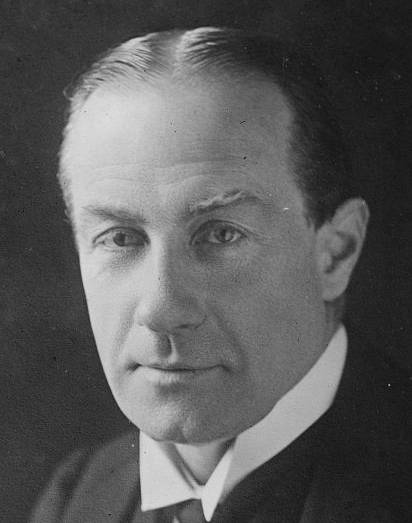
斯坦利·鮑德溫

國民政府在下院獲得空前的多數優勢，讓保守黨政府享有前所未有的民意授權，儘管麥克唐納的國民工黨在下院僅佔小數，但基於國民政府屬跨黨派性質，因此加入聯合內閣的各主要黨派均授意由麥克唐納繼續留任首相。但事實上政府大權卻旁落在保守黨手中，本土事務更完全由斯坦利·鮑德溫及內維爾·張伯倫等保守黨高層掌控。至於在外交事務上，麥克唐納仍舊擔當部分角色，在得到國民自由黨約翰·西蒙的協助下，他繼續領導不少重要的英國代表團，其中包括出席1932年日內瓦裁軍會議和洛桑會議，以及在1935年出席斯特雷薩會議。此外，為尋求以集體手段化解經濟大蕭條以來所造成的經濟動盪，在麥克唐納主持下，國際聯盟在1933年6月召開倫敦經濟會議，一共邀得66國代表出席，以商討對策。然而美國總統富蘭克林·德拉諾·羅斯福擔心有關峰會將窒礙美國制定經濟政策的自主權，結果拒絕出席峰會，並越洋發表言論反對履行峰會所作的協定，最終使峰會以失敗告終，麥克唐納事後對此甚表心痛。
對於工黨政府的垮台，麥克唐納始終深感憤懣。雖然他一直視自己為真正的工黨人，但他與前黨友的關係破裂，使他在政壇漸處於孤立的位置。至於他在國民政府僅餘的黨友斯諾登，本身是自由貿易的堅定支持者，最後也不滿政府依據《渥太華協定》（Ottawa Agreement）引入關稅，而於1932年9月隨其他自由黨人從政府辭職，自此麥克唐納的處境就更形孤立，而政府完全由保守黨主導。

### 退出與逝世
1933年開始，麥克唐納的健康開始不如以前，漸難駕馭日益惡化和複雜的國際局勢，他在下院的發言也變得含糊不清，有評論甚至形容「無人知道首相要在下院說甚麼，而當他發言的時候，也沒有人聽得明白」。麥克唐納提倡的和平主義在1920年代曾一度甚獲青睞，但踏入1930年代以後，卻被邱吉爾等人指為過份軟弱，難以抵擋希特拉帶來的威脅。麥克唐納也明白自己的身體不容許再出任首相，所以在1935年與鮑德溫商討下台時間表，並計劃在1935年5月喬治五世登基銀禧紀念過後退位。同年6月7日，麥克唐納正式宣佈辭任首相，首相一職由鮑德溫接替，但自己仍然以樞密院議長的身份名義上留守內閣至1937年5月28日。
在1935年稍後舉行的大選，保守黨繼續取得壓倒勝利，麥克唐納尋求競逐連任錫厄姆港選區議席，但被工黨候選人伊曼紐爾·欣韋爾（Emanuel Shinwell）擊敗。雖然不久麥克唐納在1936年1月的蘇格蘭大學聯合補選勝出而重返下院，但他的身心健康不久卻出現崩潰。幾經醫生勸告後，麥克唐納在翌年乘郵船太平洋女皇號（Reina del Pacifico）出海，計劃到南美洲休養，但於1937年11月9日在大西洋中途病逝，終年71歲。他死後，遺體歸葬於馬里郡洛西茅斯斯派尼（Spynie）亡妻墳墓側旁。

## 麦克唐纳主义
麦克唐纳的政治主张被称为“麦克唐纳主义”（又称“麦克唐纳改良主义”）。麦克唐纳主义的理论基础源于英国哲学家赫伯特·斯宾塞的社會文化進化論。其主要内容包括：宣扬阶级合作，推崇议会政治，反对暴力革命和无产阶级专政；反对战争，并且反对将帝国主义战争转变为国内战争，否认俄国十月革命的方式。同时，麦克唐纳主义否认帝国主义矛盾必然导致革命危机的产生。

## 後世評價
麥克唐納身後最初約50年，工黨多把他批評為伙同敵對黨派把工黨拖到深淵的叛徒；但從20世紀後半期開始，不少學者重新審視麥克唐納的功過，並把他視為工黨早期重要的奠基人物和領袖人物，認為他除了帶領工黨首度籌組政府，成為英國歷史上首位工黨首相以外，又在英國經濟陷入重大危機期間致力於團結各派力量，評價比早期正面。

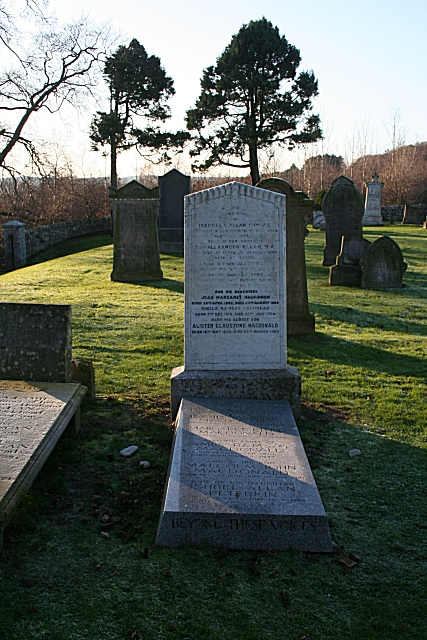
麥克唐納位於出生地洛西茅斯的墳墓

受到與保守黨籌組聯合政府、被工黨開除黨籍和晚年精神衰弱等負面消息拖累，麥克唐納在1937年病逝時，普遍輿論對他的印象是一名失去信譽的人物，長久以來也不獲親工黨歷史學者的同情。1931年以後的種種負面消息，使他成為工黨歷史上其中一位最飽受批評的人物，他的不少前支持者更指責他出賣了他参与創立的政黨。曾任首相的工黨資深政治家艾德禮在1954年出版的自傳中也認為，麥克唐納在1931年摒棄工黨政府的決定是「本國政治歷史上最大的出賣」。在1939年二戰爆發後，生前主張和平主義的麥克唐納還被輿論視為當年與希特拉妥協和未能使英國做好開戰準備的其中一名「罪人」（"guilty men"）。
一直到1970年代以後，麥克唐納才重新得到較正面的評價。曾任工黨籍下院議員的大衛·馬昆德教授（Professor David Marquand）是其中一位重新審視麥克唐納功過的學者。在1977年出版的傳記著作Ramsay MacDonald（《拉姆齊·麥克唐納》）當中，馬昆德特別強調麥克唐納對創立和拓展工黨所作出的努力，以及他在兩戰期間在維持國際和平方面作出的貢獻。他認為在解讀麥克唐納在1931年籌組國民政府的決定時，不應忽略英國當時正面臨經濟危機的事實，也要理解麥克唐納可作的選擇其實不多，作出廣受責難的決定事實上是要置國家利益先於黨派利益。馬昆德還對麥克唐納在發展社會主義方面的貢獻，以及把工黨由建制外的抗爭組織發展成為真正的執政政黨，予以肯定。
回顧麥克唐納在1930年代面對的經濟衰退，過往不少學者認為放棄金本位和採用赤字預算政策，比起政府長時期堅持的正統經濟政策，更有助於促進經濟復甦。不過經濟歷史學者羅伯特·斯基德爾斯基（Robert Skidelsky）在1994年出版的修訂本Politicians and the Slump（《政治家與衰退》）指出，從近世的貨幣危機和資本外流的經驗所見，不難理解為何政府在捍衛貨幣幣值的同時，也希望透過削減勞工成本以維持經濟穩定的局面。
馬昆德也認為，汲取1980年代和1990年代的經驗，也不見得凱恩斯等人在1930年代的主張就是正確，相反，正統經濟政策此後再一次受到社會接納，政客和公眾明白到信心危機會自我膨脹、貨幣可以崩潰、公共信貸可以耗盡、貨幣大幅貶值比大規模削減公共開支更叫人感到痛苦、政府抗衡外匯市場甚至可導致整個國家焦頭爛額。建基於這種背景，馬昆德評價麥克唐納在1931年的經濟危機期間不單止作出可敬和始終如一的決定，而且也是正確的決定，他更因此形容麥克唐納是早在貝理雅、德國施羅德和美國克林頓以前的先驅。
托洛斯基也在日記中稱麥克唐納是社會主義的叛徒，並且將他和墨索里尼及赖伐尔並列其中，同時更指名稱他是最卑鄙而無能的。

## 個人生活
麥克唐納在1896年娶瑪格麗特·艾瑟爾·格萊斯頓（1870年－1911年）為妻。瑪格麗特與自由黨的威廉·格萊斯頓一家沒有任何關係，她是约翰·贺尔·格莱斯顿博士及瑪格麗特·湯普森·金（Margaret Thompson King）的女兒。瑪格麗特婚前在東倫敦從事社會工作，也熱心參與婦女勞工聯盟（Women's Labour League）的事工，因此有關婚姻擴充了麥克唐納的人脈網絡。麥克唐納與瑪格麗特的婚姻以恩愛著稱，兩人共育有三子三女，其中兒子馬爾科姆·麥克唐納（1901年－1981年）日後成為內閣閣揆及外交家；另外女兒伊莎貝·麥克唐納（Ishbel MacDonald，1903年－1982年）負起照顧父親晚年生活起居的責任。瑪格麗特·艾瑟爾·格萊斯頓在1911年因敗血症逝世，翌年兒子大衛（David）身故，兩件事都對麥克唐納構成很大打擊。

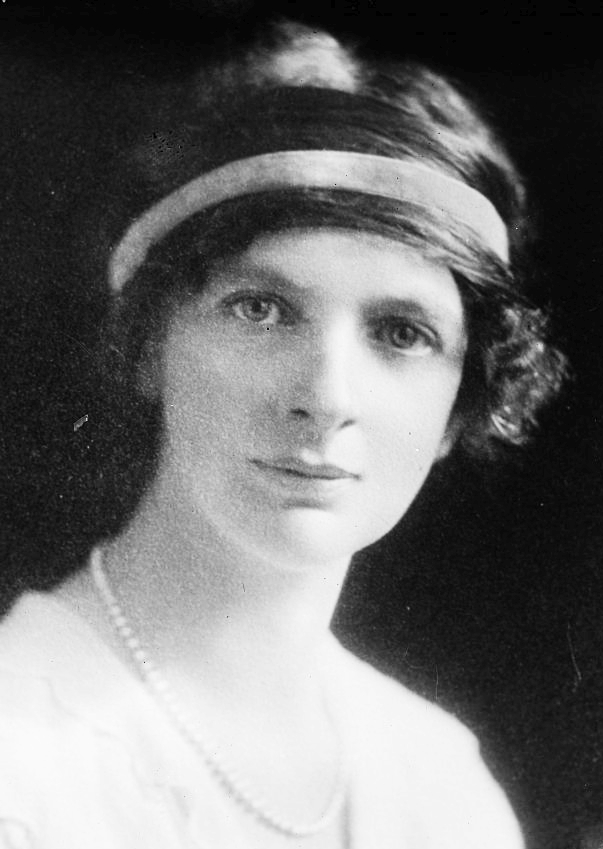
瑪格麗特·薩克維爾女爵

妻子身故後，麥克唐納曾先後與詩人瑪格麗特·薩克維爾女爵（Lady Margaret Sackville，1881年－1963年）及倫敦德里侯爵夫人（1878年－1959年）傳出緋聞。其中他在1920年代及1930年代與倫敦德里侯爵夫人的關係更在工黨內有所非議，理由是倫敦德里侯爵是保守黨閣揆，故麥克唐納尤其不應與其夫人過從甚密。
麥克唐納的興趣包括步行和高爾夫球，並曾經是馬里高球會（Moray Golf Club）會員。可是，由於該會在第一次世界大戰時認為麥克唐納的反戰立場對該會做成聲譽受損，結果在1916年取消他的會籍。對於被逐出會一事，高球會內一直有會員感到遺憾，並在1924年發起特別大會，試圖透過投票恢復其會籍，但不成功。在1929年，該會再次舉行投票，決定恢復其會籍，但這次已第二度任相的麥克唐納沒有接受。

## 部份著作
- Socialism and Society

（直譯：《社會主義與社會》）
- Labour and the Empire

（直譯：《勞工與帝國》）
- Socialism (Social Problems Series)

（直譯：《社會主義》（社會問題系列））
- Socialism and Government

（直譯：《社會主義與政府》）
- The Awakening of India

（直譯：《印度的覺醒》）
- The Socialist Movement, 1911

（直譯：《社會主義運動》，1911年）
- Margaret Ethel MacDonald: a Memoir, 1924

（直譯：《瑪格麗特·艾瑟爾·麥克唐納：回憶錄》，1924年）
- The Social Unrest

（直譯：《社會動盪》）
- National Defence

（直譯：《國防》）
- The Government of India

（直譯：《印度政府》）
- Parliament and Revolution, 1919

（直譯：《國會與革命》，1919年）
- Wanderings and Excursions

（直譯：《流浪與旅行》）
- American Speeches, 1930

（直譯：《1930年美國演說》）
- At Home and Abroad, 1936

（直譯：《1936年本土與海外》）

## 榮譽

### 殊勳
- P.C. （1924年1月22日）
- P.C. （加拿大，1929年10月18日）
- F.R.S. （1930年6月26日）
- J.P. （蘇格蘭馬里郡）
- 萊斯特榮譽市民 （1929年10月29日）

### 榮譽法學博士
- 威爾斯大學
- 格拉斯哥大學
- 愛丁堡大學
- 牛津大學
- 麥基爾大學

## 注腳
1. ↑  Marquand, David: Ramsay MacDonald, London, 1977, pp. 4, 5
2. ↑  Marquand, op.cit., p.6
3. ↑  Drainie School log books
4. ↑  Lord Elton: The life of James Ramsay MacDonald, 1939, London, p. 39
5. ↑  Bryher, Samual: An Account of the Labour and Socialist Movement in Bristol, 1929
6. ↑  Elton, op. cit., p.44
7. ↑  Marquand, David: op.cit., 9. 17
8. ↑  Marquand, op.cit., p. 19
9. ↑  Tracey, Herbert: J. Ramsay MacDonald, 1924, p.29
10. ↑  Marquand, op.cit., p.20
11. ↑  Marquand, op.cit., p.21
12. ↑  MacDonald Papers P.R.O. 3/57
13. ↑  MacDonald Papers P.R.O. 5/54
14. ↑  Marquand, op.cit., p. 23
15. ↑  Elton, op.cit.,pp 56, 57
16. ↑  Obrien, Conor Cruise: Parnell and his Party, 1957, p. 275
17. 1 2  Sidney Webb to MacDonald, 22 January 1890, MacDonald Papers P.R.O. 5/1
18. ↑  Marquand, op.cit., p. 31
19. ↑  Dover Express, 17 June 1892; 12 August 1892
20. ↑  Dover Express, 7 October, 1892
21. ↑  Marquand, op.cit., p35
22. ↑  Southampton Times, 21 July 1894
23. ↑  Marquand, op.cit., p.73
24. ↑  Mackintosh, John P (Ed.): British Prime Ministers in the twentieth Century, London, 1977, p.157
25. ↑  Clegg, H.A, Fox, Alan, Thompson, A.F.: A History of British Trade Unions since 1889, 1964, vol I, p. 388
26. ↑  Leicester Pioneer, 20 January , 1906
27. ↑  Leicester Pioneer, 11 February 1911
28. ↑  Thompson, Laurence: The Enthusiasts, 1971, p. 173
29. ↑  Marquand, op. cit., p. 77
30. 1 2  Marquand, op. cit., p. 168
31. ↑  MacKintosh, John P (Ed.):British Prime Ministers in the Twentieth Century, London, 1977, p.159
32. ↑  Marquand, op.cit., p.189
33. 1 2  Marquand, op.cit., pp 190, 191
34. ↑  Elton, op.cit., pp. 269-71
35. ↑  New Leader, 17 November 1922
36. ↑  Sir Harold Nicholson, King George V: His life and reign (1952)
37. 1 2 3 4 5 6 7 8 9 10 11  Morgan, Kevin. (2006) MacDonald (20 British Prime Ministers of the 20th Century), Haus Publishing, ISBN 978-1-904950-61-5
38. ↑  MacDonald Papers, P.R.O.I/86
39. ↑  Marquand, op.cit., pp.329-51
40. ↑  Limam: The First Labour Government, 1924, p. 173
41. ↑  Hansard (1924), vol. 169, cols. 768-9
42. ↑  Lyman: The First Labour Government, 1924, pp. 195-6
43. ↑  Lyman: The First Labour Government, 1924, p. 204
44. ↑  Cabinet Minutes, 54(24)
45. ↑  Marquand, op. cit., p. 378
46. ↑  Marquand, op.cit., p. 382
47. ↑  MacDonalds Diary, P.R.O. classification 8/1, entry 31 October 1924
48. ↑  A Century of Change:  Trends in UK statistics since 1900, Research Paper 99/111, 1999, House of Commons Library
49. 1 2  Davies, A.J. (1996) To Build A New Jerusalem: The British Labour Party from Keir Hardie to Tony Blair, Abacus, ISBN 0349 108099
50. 1 2 3  Howell, David, "National Labour (act. 1931–1945)", Oxford Dictionary of National Biography. UK: Oxford University Press, 2004.
51. ↑  "Troubled chancellors and Budget Day blues （页面存档备份，存于）", BBC News, 10 March 2008
52. 1 2  Patricia Clavin, The Great Depression in Europe, 1929-1939, New York: St. Martin's Press, 2000
53. ↑  Attlee, Clement As it Happened Heinemann 1954
54. 1 2  "Lesson for G20 from 1933 London summit （页面存档备份，存于）", BBC News, 23 March 2009
55. ↑  . 上海辞书出版社. 1996年12月. ISBN 9787532603800.
56. ↑  John  Shepherd, "The Lad from Lossiemouth," History Today (Nov 2007) 57#11 pp 31-33
57. ↑  Nicholas Owen, "MacDonald's Parties: The Labour Party and the ‘Aristocratic Embrace’ 1922–31," Twentieth Century British History (2007) 18#1 pp 1-53.
58. ↑  .   [9 May 2010]. （原始内容存档于2008-09-30）.
59. ↑  Blair makes moral case for war （页面存档备份，存于） BBC News, 15 February 2003
60. ↑  "Nick Clegg and the ghost of Ramsay MacDonald" （页面存档备份，存于）, The Guardian, 9 May 2010
61. ↑  Attlee, Clement. As it Happened. Heinemann: 1954
62. ↑  Dutton, D. J., "Guilty men (act. 1940)", Oxford Dictionary of National Biography. UK: Oxford University Press, Oct 2006.
63. 1 2 3  Marquand, David, "MacDonald, (James) Ramsay (1866–1937)", Oxford Dictionary of National Biography. UK: Oxford University Press, 2004.
64. ↑  Robert  Skidelsky. . Papermac. 1994  [2012-10-01]. （原始内容存档于2020-08-18）.
65. 1 2  Marquand  (2004)
66. ↑  .   [2025-05-19]. （原始内容存档于2023-12-17）.
67. ↑  Who Was Who, London: A & C Black, 1996
68. ↑  "Rt. Hon. James Ramsay MacDonald （页面存档备份，存于）", thePeerage.com, retrieved on 4 April 2009
69. ↑  "James Ramsay MacDonald 的存檔，存档日期2008-08-25.", Number10.gov.uk, retrieved 4 April 2009
70. ↑  .   [2009-04-04]. （原始内容存档于2020-11-28）.
71. ↑  Kershaw, Ian. . Penguin. 2004: 17–19, 65–6, 108, 128. ISBN 0143036076.
72. ↑  McConnachie, John: The Moray Golf Club at Lossiemouth, 1988

## 延伸閱讀
- Morgan, Austen, J. Ramsay MacDonald. Manchester University Press ND, 1987.
- Marquand, David, Ramsay MacDonald. Richard Cohen, 1997.
- Greg Rosen (ed), Dictionary of Labour Biography. London: Politicos Publishing, 2001.
- Greg Rosen, Old Labour to New. London: Politicos Publishing, 2005.
- Morgan, Kevin, Ramsay MacDonald. London: Haus Publishing, 2006.

## 外部連結
- 唐寧街首相府傳記 （页面存档备份，存于）
- BBC傳記 （页面存档备份，存于）
- Ramsay MacDonald
- Dave Renton, The man who turned his back on Labour - Ramsay MacDonald （页面存档备份，存于）

| 官衔                          | 官衔                                   | 官衔                        |
| ----------------------------- | -------------------------------------- | --------------------------- |
| 前任者： H·H·阿斯奎斯         | 反對黨領袖 1922年 – 1924年             | 繼任者： 斯坦利·鮑德溫      |
| 前任者： 斯坦利·鮑德溫        | 英國首相 1924年1月22日 – 1924年11月4日 | 繼任者： 斯坦利·鮑德溫      |
| 前任者： 斯坦利·鮑德溫        | 下議院領袖 1924年                      | 繼任者： 斯坦利·鮑德溫      |
| 前任者： 凱德爾斯頓的寇松侯爵 | 外務大臣 1924年                        | 繼任者： 奧斯丁·張伯倫爵士  |
| 前任者： 斯坦利·鮑德溫        | 反對黨領袖 1924年 – 1929年             | 繼任者： 斯坦利·鮑德溫      |
| 前任者： 斯坦利·鮑德溫        | 英國首相 1929年6月5日 – 1935年6月7日   | 繼任者： 斯坦利·鮑德溫      |
| 前任者： 斯坦利·鮑德溫        | 下議院領袖 1929年 – 1935年             | 繼任者： 斯坦利·鮑德溫      |
| 前任者： 斯坦利·鮑德溫        | 樞密院議長 1935年 – 1937年             | 繼任者： 哈利法克斯子爵     |
| 政党职务                      |                                        |                             |
| 新政黨                        | 工黨幹事 1900年 – 1912年               | 繼任者： 亞瑟·亨德森        |
| 前任者： 菲利浦·斯諾登        | 獨立工黨主席 1906年 – 1909年           | 繼任者： 腓特烈·威廉·喬厄特 |
| 前任者： 喬治·尼高·巴恩斯     | 國會工黨主席 1911年 – 1914年           | 繼任者： 亞瑟·亨德森        |
| 前任者： 亞瑟·亨德森          | 工黨司庫 1912年 – 1929年               | 繼任者： 亞瑟·亨德森        |
| 前任者： J·R·克萊因斯         | 英國工黨黨魁 1922年 – 1931年           | 繼任者： 亞瑟·亨德森        |
| 前任者： 悉尼·韋伯            | 工黨主席 1923年 – 1924年               | 繼任者： 查爾斯·康普        |
| 新政黨                        | 國民工黨黨魁 1931年 – 1937年           | 繼任者： 馬爾科姆·麥克唐納  |